# Thorictus foreli
Thorictus foreli là một loài bọ cánh cứng trong họ Dermestidae. Loài này được Wasmann miêu tả khoa học năm 1894.